# Sebastián José Tolosa
Sebastián José Tolosa (Saladillo, 16 november 1988) is een Argentijns wielrenner die in 2016 reed voor Los Matanceros.

## Overwinningen
2014
2e etappe Ronde van Costa Rica
2016
Bergklassement Ronde van Uruguay

## Ploegen
- 2013 –  Buenos Aires Provincia
- 2014 –  Buenos Aires Provincia
- 2015 –  Buenos Aires Provincia
- 2016 –  Los Matanceros

Agostini · Arone · Beccaglia · Crespo · Espíndola · Ferrari · J.P.Gaday · L.Gaday · Pagani · Pereyra · Pérez · Tolosa
Agostini · Arone · Beccaglia · Crespo · Espíndola · Ferrari · J.P.Gaday · L.Gaday · Pagani · Pérez · Sivori · Tolosa